# Russ Hochstein

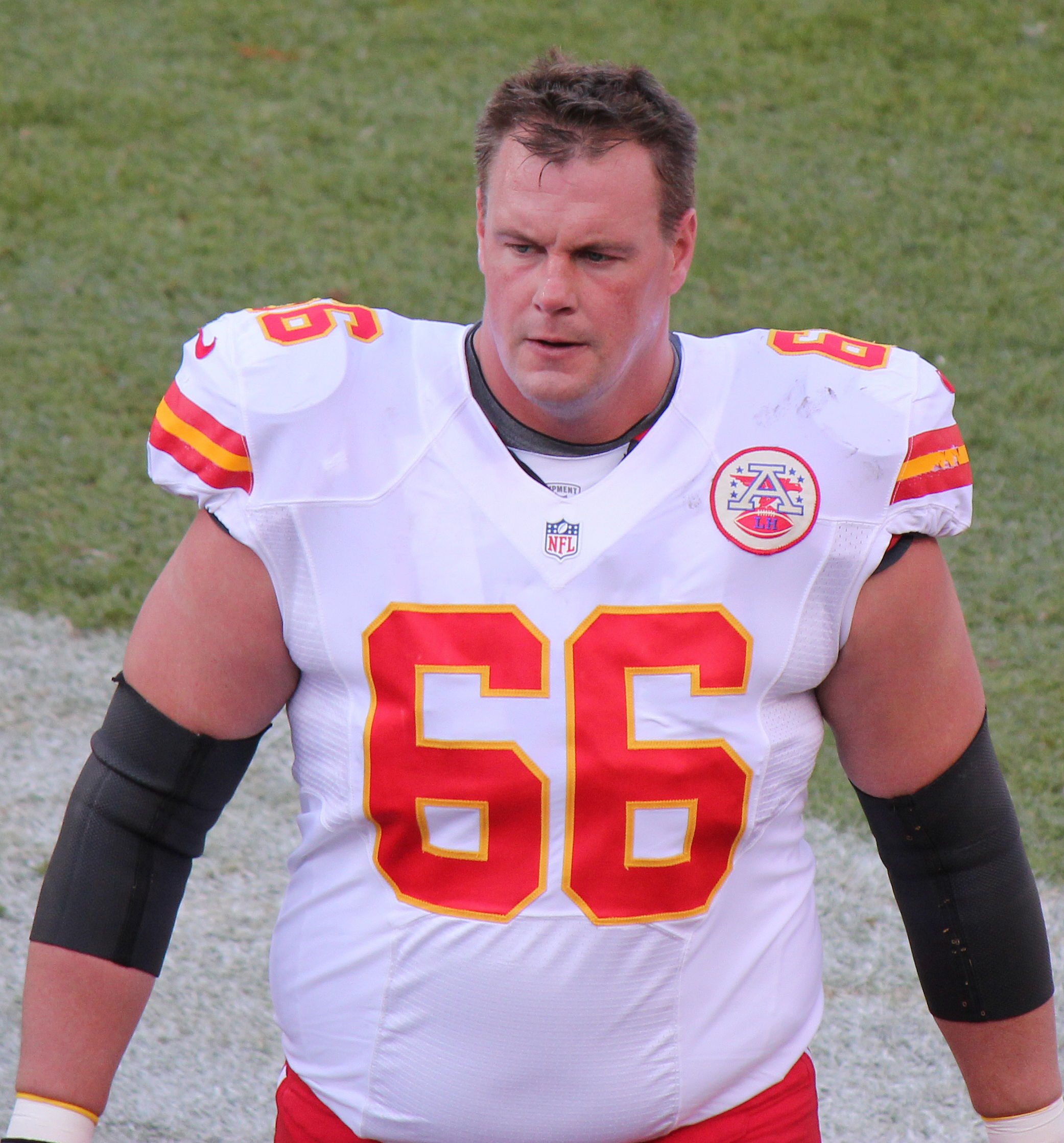
Imagem jogador de futebol Americano estadunidense Russ Hochstein.

Russ Hochstein é um jogador profissional de futebol americano estadunidense que foi campeão da temporada de 2004 da National Football League jogando pelo New England Patriots.